# 테무 셀랜네
테무 일마리 셀랜네(핀란드어: Teemu Ilmari Selänne, 핀란드어 발음: [ˈteːmu ˈʔilmɑri ˈselænːe], 1970년 7월 3일~)는 핀란드의 전직 아이스하키 선수로 현역 시절 포지션은 라이트윙이다. 1989년 핀란드 리그의 요케리트 소속으로 프로 아이스하키 선수 경력을 시작했으며 위니펙 제츠, 애너하임 덕스, 산호세 샤크스, 콜로라도 애벌랜치 소속으로 내셔널 하키 리그(NHL)에서 21시즌을 활동했다. "핀란드 섬광(영어: Finnish Flash)"이라는 별명으로 잘 알려져 있으며 NHL 역사상 가장 많은 득점을 기록한 핀란드 선수이다. 그는 2014년 통산 684골을 넣으며 역대 11위, 1,457득점으로 역대 득점 순위 15위로 올라서며 은퇴했다. 그는 위니펙-애리조나 프랜차이즈와 애너하임 덕스에서 팀 득점 기록을 보유하고 있으며 등번호 8번은 2015년 애너하임 덕스에서 영구 결번으로 지정되었다. 2017년 1월에는 "위대한 NHL 선수 100인" 중 한 명으로 선정되었으며 같은 해 5월에는 국제 아이스하키 명예의 전당에, 6월에는 야리 쿠리에 이어 핀란드인으로는 두번째로 하키 명예의 전당에 헌액되었다.
1988년 NHL 드래프트에서 전체 10위로 위니펙 제츠에게 지명되었으나 고국에 남아 선수 생활을 했다. 북아메리카 진출 전인 1991–92년 시즌에 요케리트의 카나다말리아 우승에 기여했으며 리그 득점왕에 올랐다. 그는 1992–93년 시즌에 NHL에 진출했고 첫 시즌에서 76골, 132득점을 기록했다. 이는 NHL 역대 신인 최다 골 및 득점 기록이며 NHL의 1년차에 최우수 신인 선수상인 콜더 메모리얼 트로피를 받았다. 이후 시즌 3번 50골을 넣었고 시즌 4번 100득점을 돌파했다. NHL에서 뛰는 동안 NHL 올스타전에 10회 출전했고, 올스타팀에 4회 선정되었다. 1998–99년 시즌에는 리그 최다 득점 기록을 세우면서 모리스 "로켓" 리샤르 트로피를 수상했다. 2005–06년 시즌에는 빌 매스터턴 메모리얼 트로피 수상자로 선정되었으며 2007년에는 애너하임 덕스 소속으로 스탠리 컵 우승을 달성했다.
국가대항전에는 핀란드 국가대표팀 소속으로 20년 이상 활동했다. 그는 올림픽에 6회 참가했으며 동메달 3개와 2006년 동계 올림픽에서 획득한 은메달 1개를 획득했다. 또한 세계 선수권 대회에 5회 참가하여 은메달 1개와 동메달 1개를 획득했고 캐나다컵-아이스하키 월드컵 대회에 3회 참가했다. 그는 올림픽 아이스하키 토너먼트에서 43득점을 기록하면서 득점 부문 역대 최고 기록을 보유 중이며 현역 시절 마지막 올림픽인 2014년 동계 올림픽에서 44세의 나이로 골을 넣으며 올림픽 아이스하키 최고령 득점자 기록을 가지고 있다.